# Kærligheden varer længst
Kærligheden varer længst er en dansk eksperimentalfilm fra 1967, der er instrueret af Carl Bang efter eget manuskript.

## Handling
I en række hverdags-episoder af absurd-fantastisk tilsnit belyser og kommenterer filmen med vred og bidsk ironi sider af kærlighedens væsen og udtryksformer i dag.